# U-490
U-490 – niemiecki okręt podwodny (U-Boot) typu XIV z okresu II wojny światowej. Okręt wszedł do służby w 1943 roku. Jedynym dowódcą był Oblt. Wilhelm Gerlach.

## Historia
Wcielony do 4. Flotylli U-Bootów celem szkolenia załogi, od kwietnia 1944 roku w 12. Flotylli jako jednostka bojowa.
W maju 1943 roku na okręcie doszło do eksplozji w przedziale akumulatorów, zaś 15 lipca 1943 roku podczas próby alarmowego zanurzenia – do wypadku, w wyniku którego częściowo zalany okręt opadł na dno. Ostatecznie udało się wynurzyć, ale uszkodzenia spowodowały konieczność przeprowadzenia kilkumiesięcznego remontu, podczas którego dodatkowo zamontowano chrapy i wzmocniono uzbrojenie przeciwlotnicze. 
Okręt był jednym z dziesięciu zbudowanych podwodnych zbiornikowców, zwanych Milchkühe („mlecznymi krowami”), które skonstruowano z myślą o dostarczaniu paliwa i zaopatrzenia innym U-Bootom operującym na odległych akwenach. Na początku maja 1944 roku okręt wypłynął z Kilonii w swój pierwszy i jedyny rejs bojowy z zadaniem uzupełniania paliwa i zapasów dla jednostek operujących na Oceanie Indyjskim (grupa Monsun).
Podczas przejścia na wyznaczony akwen, 11 czerwca 1944 roku na północny zachód od Azorów U-490 został wykryty przez amerykańską Grupę Wsparcia z lotniskowcem eskortowym USS „Croatan” na czele, ponieważ jeden z nielicznych meldunków radiowych nadanych przez U-Boota został namierzony przez radionamiernik Huff-Duff. Niszczyciele eskortowe: USS „Frost”, USS „Huse” i USS „Inch” rozpoczęły serię ataków bombami głębinowymi, które trwały ponad 15 godzin. Nie zaszkodziły one w większym stopniu U-490, który wyposażony był we wzmocniony kadłub i mógł zejść poniżej zasięgu bomb. Amerykanie zamarkowali więc odwrót; niedługo po północy 12 czerwca U-Boot wynurzył się i dostał pod ostrzał niszczycieli, który doprowadził do jego zatopienia. 60-osobowa załoga U-490 została w całości uratowana.